# Esporte Clube Rio Branco (Petrópolis)
Esporte Clube Rio Branco é uma agremiação esportiva de Petrópolis.

## História
O clube disputou o Campeonato Petropolitano de Futebol de seis vezes.

## Estatísticas

### Participações
| Competição               | Temporadas | Melhor campanha | Estreia | Última | P | R |
| ------------------------ | ---------- | --------------- | ------- | ------ | - | - |
| Campeonato Petropolitano | 6          | Campeão (1961)  | 1927    | 1961   | – | – |